# Coalició per Melilla
Coalició per Melilla (CpM), és una coalició d'àmbit local de la ciutat autònoma de Melilla. Va sorgir com una escissió del PSOE, que tenia la majoria del vot musulmà. Va estar federada amb Esquerra Unida des del juny de 2008 fins al setembre de 2013.

## Resultats electorals

### Eleccions autonòmiques
| Assemblea de Melilla |                  |        |       |      |        |     |                    |
| Any                  | Líder            | Vots   | %     | Pos. | Escons | +/– | Govern             |
| 1995                 |                  | 4,072  | 15.47 | Nou  | 4 / 25 | Nou | Oposició           |
| 1999                 | Mustafa Aberchán | 5,833  | 20.44 | 2n   | 5 / 25 | 1   | Coalició (1999–00) |
| 1999                 | Mustafa Aberchán | 5,833  | 20.44 | 2n   | 5 / 25 | 1   | Oposició (2000–03) |
| 2003                 | Mustafa Aberchán | 7,392  | 26.33 | 2n   | 7 / 25 | 2   | Oposició           |
| 2007                 | Mustafa Aberchán | 6,245  | 21.71 | 2n   | 5 / 25 | 2   | Oposició           |
| 2011                 | Mustafa Aberchán | 7,394  | 23.66 | 2n   | 6 / 25 | 1   | Oposició           |
| 2015                 | Mustafa Aberchán | 8,450  | 26.41 | 2n   | 7 / 25 | 1   | Oposició           |
| 2019                 | Mustafa Aberchán | 10,472 | 30.62 | 2n   | 8 / 25 | 1   | Coalició           |
| 2023                 | Dunia Almansouri | 5,557  | 18.82 | 2n   | 5 / 25 | 3   | Oposició           |